# Kastilianska kronan
Kastilianska kronan var en medeltida stat på Iberiska halvön som bildades 1230 som ett resultat av unionen mellan Kastilien och León och den påföljande unionen mellan de respektive kungadömenas parlament då den dåvarande kastilianske kungen, Ferdinand III, besteg den lediga leonesiska tronen. Den kastiliska kronan fortsatte att existera som en separat enhet efter den personliga unionen 1479 av kronorna Kastilien och Aragonien genom äktenskapet mellan Isabella I av Kastilien och Ferdinand II av Aragonien fram till utfärdandet av Nueva Planta-dekreten av Filip V 1715.
År 1492 var Christofer Columbus resa och återupptäckt av Amerika viktiga händelser i Kastiliens historia. Västindien, delar av fastlandet i området, och Kanarieöarna var också en del av Kastiliens krona när de omvandlades från herrskap till kungadömen av Kastiliens arvingar 1506, med Villafáfila-fördraget, och vid Ferdinand II av Aragoniens död. Upptäckten av Stilla havet samt erövringen av Aztekriket, Inkariket, Nya Granada och Filippinerna bidrog alla till den kastilianska kronans plats som ett globalt imperium under 1500-talets världsordning.
Titeln "Kung av Kastilien" förblev i bruk av de habsburgska härskarna under 1500- och 1600-talen. I början av 1700-talet vann Filip av Parma det spanska tronföljdskriget, efter vilken han införde en spansk enhetsstat genom att förena de aragoniska och kastilianska kronorna till kungariket Spanien. Trots att Nueva Planta-dekreten inte formellt avskaffade Kastiliens krona, kallades landet (Kastilien och Aragonien) "Spanien" av både samtida och historiker.